# Werner Fuchs-Heinritz

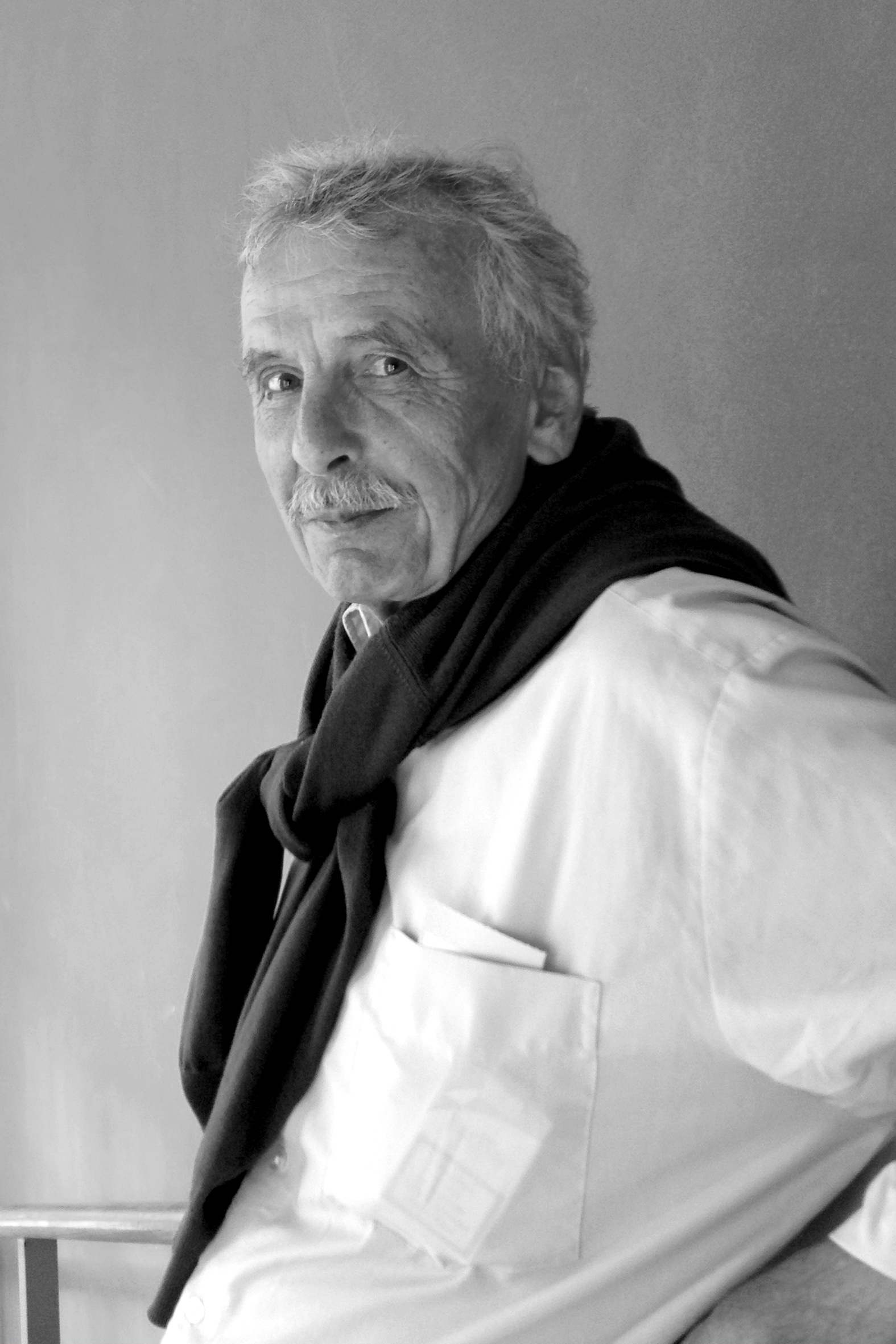
Werner Fuchs-Heinritz

Werner Fuchs-Heinritz (als Werner Fuchs; * 24. Dezember 1941 in Teplitz-Schönau, Reichsgau Sudetenland; † 9. Juli 2018) war ein deutscher Soziologe.

## Leben
Nach dem Abitur 1961 in Offenbach am Main studierte er Soziologie an der Johann Wolfgang Goethe-Universität Frankfurt am Main sowie an der Freien Universität Berlin und schloss dies 1967 als Diplomsoziologe ab.
Danach arbeitete er von 1967 bis 1969 als Wissenschaftlicher Assistent an der Sozialforschungsstelle an der Universität Münster in Dortmund und wurde 1970 an der Westfälischen Wilhelms-Universität in Münster zum Dr. phil. promoviert. Die Gutachter der Doktorarbeit waren Hans-Jürgen Krysmanski und Heinz Hartmann.
Von 1970 bis 1971 war er Wissenschaftlicher Mitarbeiter an der Philipps-Universität Marburg und wirkte dann dort von 1972 bis 1984 als H2-Professor für Soziologie der Bildung. Er war seit 1984 Professor an der Fernuniversität in Hagen. Im Jahr 2007 schied er aus dem Dienst aus. Im Anschluss war er bis 2009 als Lehrbeauftragter tätig. Er starb am 9. Juli 2018 an den Folgen eines Verkehrsunfalls.

## Schriften (Auswahl)
- Todesbilder in der modernen Gesellschaft. 3. Auflage, Suhrkamp, Frankfurt am Main 1985, ISBN 3-518-36602-5.
- Auguste Comte. Einführung in Leben und Werk. Westdeutscher Verlag, Opladen/Wiesbaden 1998, ISBN 3-531-13233-4.
- Biographische Forschung. Eine Einführung in Praxis und Methoden. 4. Auflage, Verlag für Sozialwissenschaften, Wiesbaden 2009, ISBN 978-3-531-16702-2.
- Lexikon zur Soziologie. 5. Auflage, Springer VS, Wiesbaden 2011, ISBN 978-3-531-19670-1 (als Herausgeber).
- Pierre Bourdieu. Eine Einführung. 3. Auflage, UVK, Konstanz 2014, ISBN 978-3-8252-4233-6.